# Cabo Ambas Piedras
Das Cabo Ambas Piedras (in Chile Cabo Valenzuela) ist ein Kap, das den östlichen Ausläufer der Liard-Insel im Archipel der Adelaide- und Biscoe-Inseln vor der Loubet-Küste des Grahamlands auf der Antarktischen Halbinsel bildet.
Argentinische Wissenschaftler benannten sie 1978 nach einer in der argentinischen Nationalhymne besungenen Schlacht. Chilenische Wissenschaftler benannten sie dagegen nach Jorge L. Valenzuela Mesa, Besatzungsmitglied der Yelcho bei der 1916 durchgeführten Rettung der auf Elephant Island gestrandeten Teilnehmer der Endurance-Expedition (1914–1917) des britischen Polarforschers Ernest Shackleton.